# Vernor Vinge
Pour les articles homonymes, voir Vinge.
Vernor Vinge, né le 2 octobre 1944 à Waukesha (Wisconsin) et mort le 20 mars 2024 à La Jolla (Californie), est un écrivain de science-fiction américain surtout connu pour son roman Un feu sur l'abîme et son essai de 1993 sur la singularité technologique (ou singularité vingienne). Il était également professeur d’informatique et de mathématique à l'université d'État de San Diego.

## Présentation
Vernor Vinge publie sa première nouvelle en 1965 dans la revue Analog Science Fiction. Bien qu’écrivant peu, il contribue alors à quelques magazines de science-fiction avant d’être remarqué en 1981 avec sa novela True names, qui est l’une des premières ayant pour thème le cyberspace et qui illustre l’intérêt de l’auteur pour la théorie de la singularité technologique. Cet intérêt se retrouve d’ailleurs dans la plupart de ses romans. C’est le cas par exemple du roman la Captive du temps perdu en 1986 qui décrit la vie d’un petit groupe d’humain qui a survécu à une singularité.
Toutefois, ce n’est qu’en 1992 que l’auteur remporte le prix Hugo du meilleur roman avec Un feu sur l'abîme. L’histoire se déroule dans un univers où un groupe de scientifiques réveille une super-intelligence, causant ainsi la destruction de nombreuses civilisations. Le roman raconte ensuite la quête d'une arme efficace contre la super entité, qui se trouve sur une planète où vivent des chiens à l’intelligence collective. L’intérêt majeur de cette œuvre réside dans les nombreuses idées qui construisent un univers riche, complexe et original.
Ce roman est suivi en 1999 d’une prémisse Au tréfonds du ciel qui décrit la rencontre entre des hommes et une race extra-terrestre une fois encore assez originale. Ce livre a lui aussi reçu un prix Hugo du meilleur roman en 2000. En 2004, il remporte le prix Hugo du meilleur roman court pour Cookie Monster.
En 2002, Vernor Vinge prend sa retraite et quitte son poste à l’Université d'État de San Diego pour se consacrer pleinement à l’écriture. En 2007, il obtient de nouveau le prix Hugo du meilleur roman pour Rainbows End. En 2014, il reçoit un prix Prometheus spécial pour l'ensemble de son œuvre.
Vernor Vinge a été le premier époux de Joan D. Vinge qui est elle aussi une auteure de science-fiction.

## La singularité technologique
La théorie de la singularité technologique émet l’hypothèse que l’évolution exponentielle de la technologie informatique atteindra bientôt un point au-delà duquel il ne nous sera plus possible de l’appréhender. Cette théorie est basée sur la loi de Moore qui postule un doublement de la puissance de calcul des ordinateurs tous les 18 mois. En extrapolant, il apparaît qu’en 2035 au plus tard, l’homme aura créé une intelligence supérieure à la sienne mettant ainsi fin à l’ère humaine (voir I.J. Good).

## Œuvres

### SérieZone of Thought
1. Un feu sur l'abîme, Robert Laffont, coll. « Ailleurs et Demain », 1994 ((en) A Fire Upon the Deep, 1992)Prix Hugo du meilleur roman 1993
2. Au tréfonds du ciel, Robert Laffont, coll. « Ailleurs et Demain », 2001 ((en) A Deepness in the Sky, 1999)Prix Hugo du meilleur roman 2000
3. Les Enfants du ciel, Robert Laffont, coll. « Ailleurs et Demain », 2012 ((en) The Children of the Sky, 2011)

### Romans indépendants
- Les Traquenards de Giri, OPTA, 1981 ((en) The Witling, 1976)
- La Captive du temps perdu, L'Atalante, 1996 ((en) Marooned in Realtime, 1986)
- Cookie Monster, Le Bélial', coll. « Une heure-lumière » no 3, 2016 ((en) The Cookie Monster, 2003)Prix Hugo du meilleur roman court 2004, prix Locus du meilleur roman court 2004 et prix Ignotus de la meilleure nouvelle étrangère 2008
- Rainbows End, Robert Laffont, coll. « Ailleurs et Demain », 2007 ((en) Rainbows End, 2006)Prix Hugo du meilleur roman 2007 et prix Locus du meilleur roman de science-fiction 2007

### Nouvelles
- Situation privilégiée, Le Livre de poche, 1983 ((en) Apartness, 1965)in Histoires de survivants
- L'Apprenti du colporteur, Futurs Presse Édition, 1978 ((en) The Peddler's Apprentice, 1975)Écrit avec Joan D. Vinge.

## Divers
- En 2006, Christ., compositeur écossais de musiques électroniques, sort un morceau intitulé Vernor Vinge en référence à l'auteur [4].